# СНО-III
Договір між Російською Федерацією та Сполученими Штатами Америки про заходи щодо подальшого скорочення та обмеження стратегічних наступальних озброєнь, СНО-ІІІ (англ. Treaty between the United States of America and the Russian Federation on Measures for the Further Reduction and Limitation of Strategic Offensive Arms, New START) — двосторонній договір між Росією та США про подальше взаємне скорочення арсеналів розгорнутих стратегічних ядерних озброєнь. Договором було передбачено скорочення для кожної із сторін розгорнутих ядерних боєзарядів до 1550 одиниць, міжконтинентальних балістичних ракет (МБР), балістичних ракет підводних човнів (БРПЧ) та важких бомбардувальників (ВБ) — до 700 одиниць.
Договір був підписаний президентами Дмитром Медведєвим і Бараком Обамою 8 квітня 2010 в Празі і набув чинності 5 лютого 2011, змінивши договір СНО-I, що закінчився в грудні 2009 року, та Договір про скорочення стратегічних наступальних потенціалів 2002 року. Договір був розрахований на 10 років із можливістю продовження за взаємною домовленістю сторін на 5 років.
27 січня 2021 року Державна дума та Рада Федерації ратифікували угоду між Росією та США про продовження ДСНО 2026 року. 29 січня президент Росії Путін підписав закон про продовження ДСНО, а 3 лютого угода набула чинності.
Договір передбачав взаємні інспекції США та РФ на військові ядерні об'єкти один одного для взаємного контролю над ядерними озброєннями. Проте 2020 року через пандемію COVID-19 ці інспекції припинилися. 24 лютого 2022 Росія почала вторгнення в Україну, під час якого США та низка інших країн постачали Україні озброєння та наклали на Росію санкції. У серпні 2022 року Росія відмовила США в інспекції своїх ядерних об'єктів, заявивши, що через санкції російські інспектори не могли отримати транзитні візи для візитів до США. 31 січня 2023 Держдепартамент США звинуватив Росію в порушенні СНО-3.
21 лютого 2023 року президент Росії Володимир Путін у посланні до Федеральних Зборів заявив про припинення участі Росії у договорі.

## Передісторія

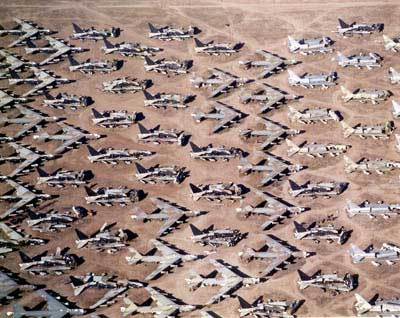
Знищені стратегічні бомбардувальники B-52. Після розпилювання фюзеляжів та крил літаки залишаються на відкритому місці зберігання, щоб дати можливість російським національним технічним засобам контролю зробити їх фотографування. АБ ВПС США Девіс-Монтен, Аризона.

СНО-ІІІ став сьомим у серії двосторонніх договорів між СРСР/Росією та США про обмеження стратегічних ядерних сил. Першим таким договором був ОСО-I, підписаний в 1972 році і закріпив кількість засобів доставки ядерної зброї для кожної зі сторін на рівні, що був на той період. Однак до цього часу і в СРСР, і в США вже почали оснащувати ракети головними частинами, що розділяються, з блоками індивідуального наведення (РГЧ). В результаті саме в період розрядки почався небачений раніше лавиноподібний процес нарощування ядерного потенціалу. Договір також передбачав прийняття на озброєння нових балістичних ракет, що розміщуються на підводних човнах, строго в тій кількості, в якій раніше були списані застарілі балістичні ракети наземного базування.
Продовженням Договору від 1972 року став ОСО-II від 1979 року, який забороняв виведення ядерної зброї в космос і встановив «стелі» для пускових установок, стратегічної авіації та ракет (але не ядерних боєзарядів) нижче за існуючий рівень — 2500 одиниць (у тому числі до 820 пускових установок МБР, оснащених РГЧ). Крім того, були заборонені розробка та розгортання балістичних ракет, що базуються на плавзасобах, крім підводних човнів, та на морському дні; мобільних важких МБР; крилатих ракет з РГЛ; була обмежена максимальна вага, що закидається, для БРПЧ.
Наступним договором про скорочення СНО став безстроковий Договір про ліквідацію ракет середньої та меншої дальності (1987), який поставив під заборону розробку та розгортання балістичних ракет з дальністю від 500 до 5500 км. Відповідно до Договору сторони протягом трьох років мали знищити всі пускові установки та балістичні ракети наземного базування, включаючи ракети як в європейській, так і в азійській частині СРСР. Цим же Договором було вперше запроваджено універсальну класифікацію балістичних ракет за дальністю.
Договір СНО-I був укладений між СРСР і США 31 липня 1991 року в Москві і набув чинності 5 грудня 1994 року — вже після розпаду СРСР і передачі Росії ядерної зброї, що залишилася в Білорусії, Казахстані та Україні. Встановлений термін його дії — 15 років. Умови Договору забороняли будь-якій із сторін розміщувати на бойовому чергуванні понад 1600 засобів доставки ядерної зброї (МБР, БРПЧ, стратегічні бомбардувальники). Максимальна кількість самих ядерних зарядів обмежувалася стелею в 6000 одиниць. 6 грудня 2001 року було оголошено, що Росія та США виконали зобов'язання за Договором.
В 1993 Борис Єльцин і Джордж Буш підписали Договір СНО-II. Договір передбачав скорочення до 1 січня 2003 року чисельності боєзарядів до 3500 одиниць, зокрема до 1750 боєзарядів на БРПЧ. Планувалося до цього часу повністю скоротити МБР з РГЧ і важкі МБР. СНО-II був ратифікований в США в 1997 році, в Росії — в 2000 році, проте після виходу США 13 червня 2002 з Договору з протиракетної оборони Росія наступного ж дня оголосила про вихід з СНО-II.
Ще в березні 1997 року в ході консультацій у Гельсінкі президенти Борис Єльцин і Білл Клінтон домовилися про початок переговорів щодо СНО-ІІІ відразу ж після набуття чинності СНО-ІІ. У СНО-ІІІ версії 1997 року планувалося встановити «стелі» на рівні 2000—2500 стратегічних ядерних боєзарядів і, можливо, надати договору безстрокового характеру. Переговори щодо цієї угоди, однак, не принесли результатів.
У травні 2002 року, через кілька місяців після оголошення про виконання умов Договору СНО-I, було підписано Договір про скорочення стратегічних наступальних потенціалів (СНП), який знизив «стелю» кількості боєзарядів до 1700—2200. При цьому склад і структура озброєнь, що потрапляли під скорочення, визначалися сторонами самостійно і ніяк не регламентувалися в Договорі. Договір набув чинності 1 червня 2003 року (термін дії спливав 31 грудня 2012 року). Термін дії СНО-I сплив 5 грудня 2009 року. Договір СНО-ІІІ замінив СНО-І та скасував дію Договору СНП від 2002 року.
Крім закінчення терміну дії СНО-I важливим фактором, який став приводом для початку робіт за новим договором, була політична складова. Початок переговорів збігся з так званим «перезавантаженням» у російсько-американських відносинах, яке ініціювала адміністрація Барака Обами невдовзі після його вступу на посаду. Багато експертів зійшлися на думці про те, що новий договір у контексті заявлених змін у зовнішній політиці США став особистою перемогою Обами в політичному протистоянні з Республіканською партією. У зв'язку з цим неодноразово згадувалася і зв'язок між поглибленням співпраці з Росією з питань роззброєння та зміною підходу Росії до " іранської проблеми ".

## Стан стратегічних сил Росії та США

### Росія
Станом на початок 2010 року на бойовому чергуванні в Росії перебували :
| Параметр          | РВСП | ВМФ                                                  | ВПС                          | Разом |
| ----------------- | --- | ---------------------------------------------------- | ---------------------------- | ----- |
| Носіїв:           | - | 9 667БДР : 4; 667БДРМ : 5                            | 75 Ту-95 : 62; Ту-160 : 13   |       |
| Засобів доставки: | 331 Р-36М / Р-36М2 (РГЧ): 50×10; УР-100Н (РГЧ): 60×6; РТ-2ПМ (моноблочні): 170; РТ-2ПМ2 (моноблочні): 18; РС-24 (РГЧ): 3х4 | 160 Р-29Р (РГЧ): 64×3; Р-29РМ / Р-29РМУ2 (РГЧ): 80×4 | 838 Х-55 : 682; Х-55СМ : 156 |       |
| Боєзарядів:       | 1090 | 576                                                  | 838                          | 2504  |

### США
Ядерний арсенал США на початку 2010 року :
| Параметр          | МБР                                                                     | БРПЧ                                                       | КР / АБ                                       | Разом |
| ----------------- | ----------------------------------------------------------------------- | ---------------------------------------------------------- | --------------------------------------------- | ----- |
| Носіїв:           | -                                                                       | 12 " Огайо ": 12                                           | 60 B-52H : 93/44 ; B-2A : 16                  |       |
| Засобів доставки: | 450 LGM-30G Mk-12A (РГЧ): 250×1-3; LGM-30G Mk-21/SERV (моноблочні): 200 | 288 UGM-133A Mk-4 (РГЧ): 192×4 ; UGM-133A Mk-5 (РГЧ): 96x4 | 316 AGM-86 : 216 ; B61-7, B61-11, B83-1 : 100 | 851   |
| Боєзарядів:       | 550                                                                     | 1152                                                       | 500                                           | 2202  |

## Переговори
З ініціативою розпочати новий переговорний процес за новим договором у червні 2006 року виступив президент РФ Володимир Путін. До розробки документа експерти розпочали після зустрічі президентів Дмитра Медведєва та Барака Обами у Лондоні 1 квітня 2009 року (в рамках саміту Групи G20). Переговори завершилися підписанням документа через 11 місяців.
Перші повідомлення про можливість підписання нового договору з'явилися у грудні 2008 — січні 2009. 3 лютого 2009 року британська газета The Times повідомила про це з посиланням на власне "надійне джерело в Білому домі ". Підготовка переговорів в адміністрації президента США Барака Обами була доручена координатору політики у сфері зброї масового знищення Гері Сеймору, колишньому раднику Білла Клінтона. Розробка Договору розпочалася у квітні 2009 року відразу після зустрічі Дмитра Медведєва та Барака Обами у Лондоні. Попередні переговори пройшли в Римі вже 27 квітня.

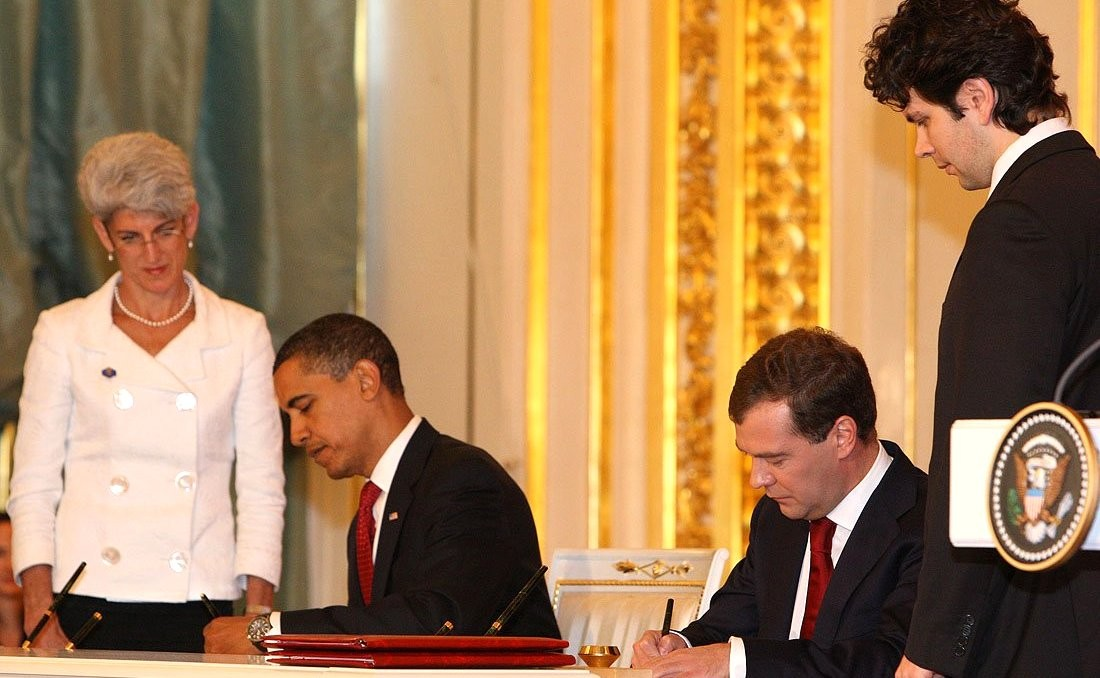
Барак Обама та Дмитро Медведєв підписують «Спільне розуміння щодо СНО». Москва, 6 липня 2009 року.

Далі переговори проходили за наступним графіком:
- Перший раунд: 19-20 травня, Москва[27].
- Другий раунд: 1-3 червня, Женева[28].
- Третій раунд: 22-24 червня, Женева[28].
- Четвертий раунд: 22-24 липня, Женева[28].
- П'ятий раунд: 5-7 вересня, Женева[29].
- Шостий раунд: 21-28 вересня, Женева[30][31].
- Сьомий раунд: 19-30 жовтня, Женева[32].
- Восьмий раунд: 9 листопада, Женева[33].

Вранці 6 липня було оголошено про узгодження тексту «Спільного розуміння щодо подальших скорочення і обмеження стратегічних наступальних озброєнь», який був підписаний Медведєвим і Обамою під час візиту американського президента до Москви того ж дня. У документі було продекларовано намір обох сторін скоротити кількість ядерних боєзарядів до 1500—1675 одиниць, а їх носіїв — до 500—1100 одиниць.
Хід переговорів та деталі розбіжностей, що виникали в їхньому процесі, були від початку засекречені, проте про деякі проблемні моменти стало відомо громадськості.
Спецпредставник президента США з ядерного нерозповсюдження Адам Шейнман 5 серпня 2022 року заявив, що Вашингтон «за умови сумлінних дій з боку РФ» готовий до відновлення діалогу з Москвою щодо формування майбутньої системи контролю над озброєннями.

### Протиракетна оборона США
Росія вимагала «ув'язати» підписання Договору із відмовою США від створення елементів системи ПРО у Східній Європі. Хоча американська адміністрація жодного разу не заявляла про відмову від цих планів, було обумовлено, що взаємозв'язок стратегічних наступальних (ядерна зброя) та стратегічних оборонних озброєнь (системи протиракетної оборони) буде враховано у Договорі. Зокрема про це говорить п'ятий пункт «Спільного розуміння». У той самий час, у Договорі поняття «взаємозв'язок» не розшифровується. У Договорі є заборона на переобладнання пускових установок МБР і БРПЧ в пускові установки для перехоплювачів ПРО та їхнє зворотне переобладнання.
17 вересня 2009 року Барак Обама оголосив, що США відмовляються від планів розміщення стаціонарної радарної установки в Чехії та ракет-перехоплювачів у Польщі на користь посилення наявних у Західній Європі засобів протиракетної оборони та військово-морського угрупування в Середземному морі (Див. статтю Система протиракетної оборони НАТО). У жовтні 2009 року віце-президент США Джо Байден запропонував Польщі взяти участь у новому проекті. Прем'єр-міністр Дональд Туск прийняв пропозицію. Чехія у 2011 році відмовилася від участі в американській системі ПРО.

### Проблема обліку зарядів

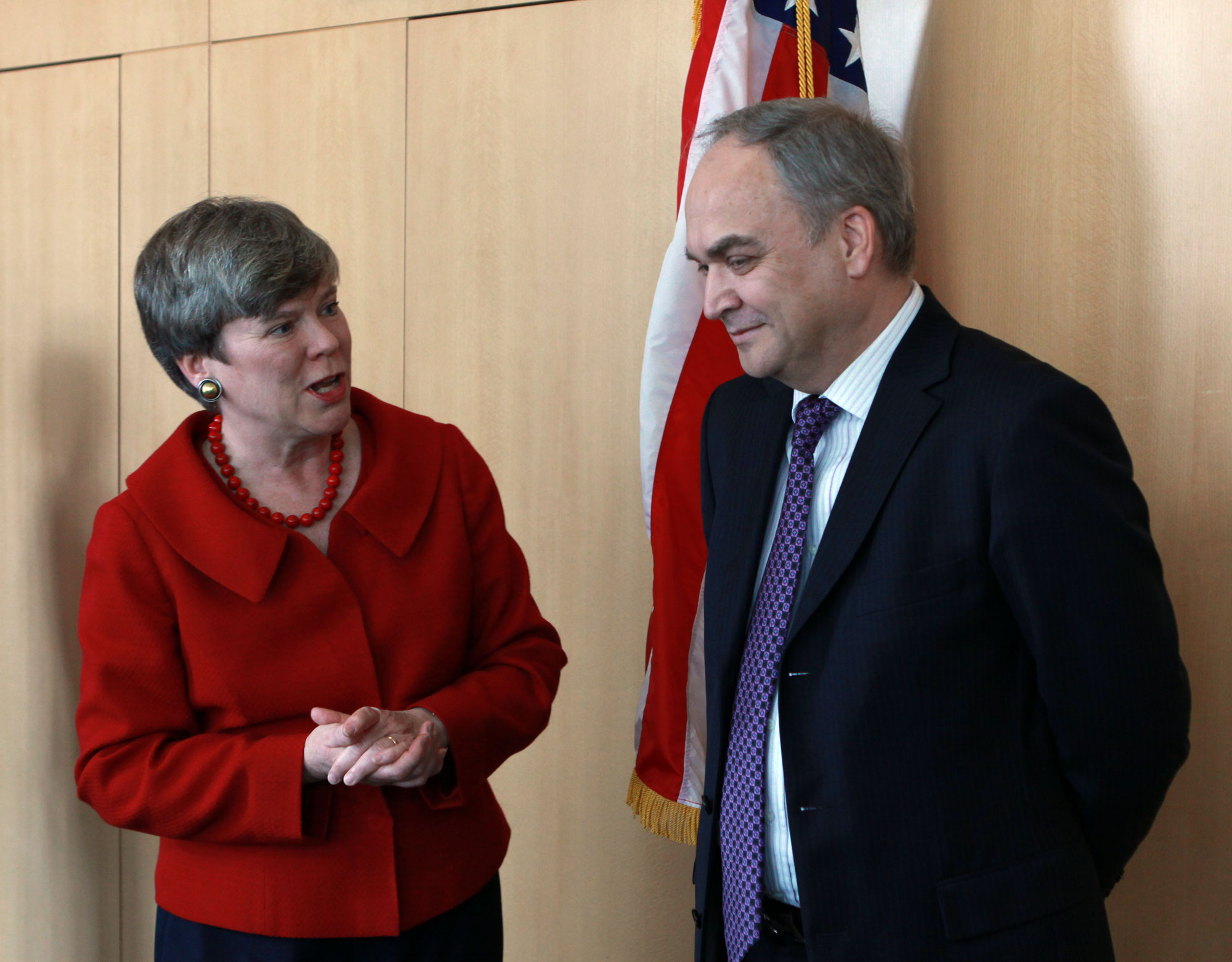
Заступник держсекретаря США Роуз Гетемюллер та директор департаменту з питань безпеки та роззброєння МЗС Росії Анатолій Антонов.

Між сторонами не було єдиного погляду щодо принципу обліку ядерних зарядів на балістичних ракетах, оснащених РГЧ. Сучасні ракети подібного типу можуть нести до 14 зарядів (UGM-133A). Делегація США запропонувала включати в обговорення лише ті заряди, які знаходяться на кожній окремо взятій ракеті в даний момент часу, тоді як у попередніх договорах за будь-якою «черговою» ракетою будь-якого типу апріорі записувалася та кількість бойових блоків, з якими вона пройшла випробування. Таким чином, виникли побоювання, що заряди, що знаходяться на зберіганні, не потраплять у рамки Договору і надалі можуть бути встановлені на ракети і приведені в бойову готовність.
Близько третини від загальної кількості ядерних боєзарядів, що були в 2008 році в американському арсеналі, складали боєголовки W76, причому в тому ж році закінчувався тридцятирічний гарантований термін зберігання найстаріших з них. При цьому ініційована Джорджем Бушем у 2004 році " Програма надійної заміни боєголовок " (Reliable Replacement Warhead), в рамках якої планувалося створення заміни для W76 і яка, таким чином, була покликана вирішити цю проблему, була згорнута адміністрацією Обами.
У підписаному Договорі облік бойових блоків регламентується так: «Кількістю боєзарядів є кількість боєголовок, встановлених на розгорнутих МБР і розгорнутих БРПЧ». Таким чином, у Договорі залишився неврахованим так званий «поворотний потенціал» — складовані ядерні боєзаряди. Технічно ця частина ядерного арсеналу може бути розгорнута досить швидко, якщо якась із сторін перестає виконувати Договір.

### РС-24
У жовтні 2009 року з'явилися повідомлення про те, що підписання Договору може бути поставлене під загрозу у зв'язку з тим, що в Росії почалася підготовка до прийняття на озброєння МБР РС-24 з головною частиною, що розділяється, що суперечило положенням СНО-I. У березні 2009 року було повідомлено (а 13 жовтня підтверджено), що перший ракетний полк РС-24 буде розгорнутий у Тейковому 5 грудня — у день закінчення терміну дії СНО-I.
У липні 2010 року факт розгортання першого підрозділу РС-24 було офіційно підтверджено заступником міністра оборони В. А. Поповкіним.
У Договорі СНО-ІІІ РС-24 сприймається як самостійний тип ракети.

## Підписання
24 березня 2010 року було оголошено, що всі документи для підписання Договору готові та узгоджені. Церемонію підписання Договору з ініціативи США було вирішено провести у Празі 8 квітня. 26 березня було засновано Двосторонню консультативну комісію (ДКК), яка мала «сприяти здійсненню нового Договору».
Церемонія підписання відбулася о 12:30 за місцевим часом (14:30 за київським часом) 8 квітня в Іспанській залі президентського палацу в Празі. Після підписання Договору та протоколу до нього Дмитро Медведєв та Барак Обама дали спільну прес-конференцію. Тексти Договору російською та англійською мовами, протоколу російською та англійською мовами, а також заяви президента РФ з протиракетної оборони були опубліковані на сайтах президентів Росії та США відповідно. З нагоди підписання Договору одним із монетних дворів Чехії було випущено серію ювілейних медалей (500 золотих та 1000 срібних).

## Ратифікація
І в США, і в Росії документ було внесено на ратифікацію у травні 2010 року. Сенат США схвалив його 22 грудня 2010, Держдума і Рада Федерації РФ — 25 і 26 січня 2011.

### В США

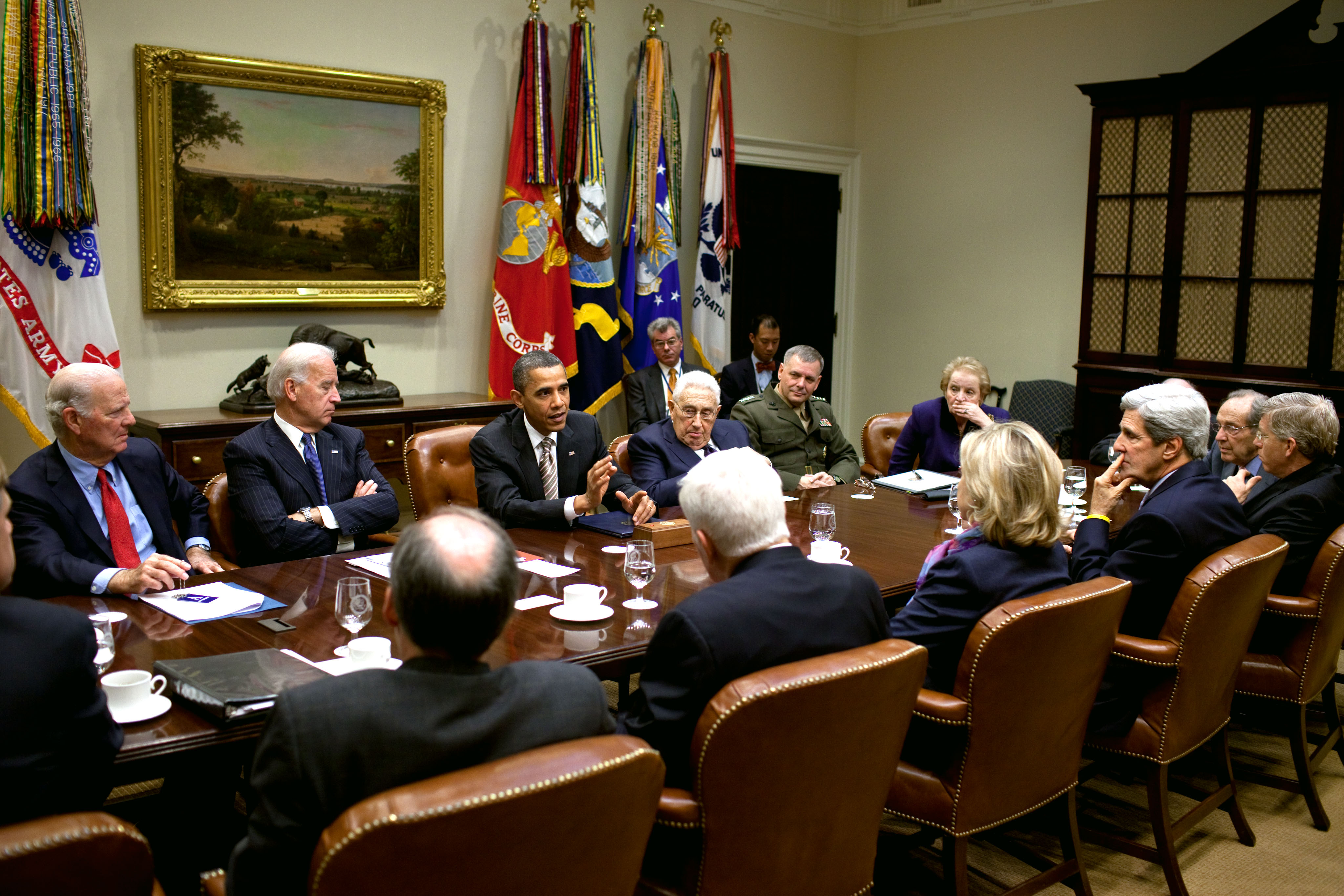
Консультації щодо СНО у Білому домі, 18 листопада 2010 року. Зліва від Обами — Джозеф Байден, праворуч — Генрі Кісінджер, заступник начальника ОКНШ Джеймс Картрайт і Мадлен Олбрайт

13 травня 2010 року договір було передано на ратифікацію до Сенату США. У той же день міністр оборони США Роберт Гейтс виступив зі спеціальним роз'ясненням, що договір не містить обмежень щодо розгортання системи ПРО. 16 вересня Комітет із міжнародних справ Сенату США рекомендував Сенату його ратифікувати.
Сенатські дебати почалися 17 грудня. Як і очікувалося, більшість представників Республіканської партії висловлювалися проти ратифікації Договору взагалі або вимагали внести поправки.
Підсумкове голосування відбулося 22 грудня. Договір був ратифікований 71 голосом проти 26, троє сенаторів були відсутні. «За» висловилися всі 56 демократів, два незалежні сенатори, а також 13 республіканців: Ламар Александер (Теннессі), Роберт Беннетт (Юта), Скотт Браун (Массачусетс), Тад Кохран (Міссісіпі), Сьюзан Коллінз (Мен), Роберт Коркер (Теннессі), Джад Грегг (Нью-Хемпшир), Джонні Айзаксон (Джорджія), Майк Йоханнс (Небраска), Річард Лугар (Індіана), Ліза Меркаускі (Аляска), Олімпія Сноу (Мен) та Джордж Войнович (Огайо). Усі, хто голосував «проти», — республіканці.
Одночасно з ратифікацією Сенат ухвалив резолюцію, в якій наголошувалося, що «новий Договір не накладає обмежень на розгортання систем ПРО, зокрема в Європі». До тексту резолюції сенатори ухвалили дві поправки — про необхідність забезпечити модернізацію ядерного комплексу США та необхідність провести з Росією переговори з питань тактичних ядерних озброєнь. 3 лютого Барак Обама підписав ратифікаційний документ до Договору.

### В Росії
На розгляд Державної думи Договір було внесено президентом Дмитром Медведєвим 28 травня 2010. 6 липня у Думі відбулися парламентські слухання, на яких були присутні представники МЗС та Генштабу. 8 липня комітети Держдуми з оборони та міжнародних справ рекомендували депутатам ратифікувати Договір.
24 грудня законопроект про ратифікацію СНО-ІІІ (проект федерального закону № 382931-5-ФЗ «Про ратифікацію Договору між Російською Федерацією та Сполученими Штатами Америки про заходи щодо подальшого скорочення та обмеження стратегічних наступальних озброєнь») обговорювався в Державній Думі. За ухвалення документа в першому читанні проголосували 350 депутатів, проти — 58, утрималося — 0, не голосувало 42. У парламентських дебатах брали участь міністр оборони Анатолій Сердюков та міністр закордонних справ Сергій Лавров.
6 січня 2011 року було оголошено, що Держдума підготувала 5 поправок (для розгляду у другому читанні) та 2 проекти заяви Думи (у третьому читанні). Поправки стосувалися уточнення взаємозв'язку СНО та протиракетної оборони та умов виходу Росії з договору. Про це йшлося у проекті першої заяви. У другій заяві містилося звернення до президента щодо розвитку стратегічного ядерного комплексу, аналогічне прийнятому Сенатом США. 15 січня відбулося друге читання законопроекту про ратифікацію. 349 депутатів голосували за, 57 були проти, двоє утрималися. Було прийнято низку заяв, які стали фактично відповіддю Держдуми на резолюцію за Договором, ухвалену Сенатом США у грудні.
25 січня відбулося третє, завершальне читання законопроекту про ратифікацію. На підсумковому голосуванні його було затверджено 350 голосами «за» і 96 «проти» при одному утриманому. Водночас депутати ухвалили дві заяви. Одна із них містила звернення до керівництва Росії, у якому йшлося про необхідність прискорити оновлення ядерних сил. У другій заяві було вказано на необхідність відстеження створення ПРО США в Європі, а також виведення з континенту американських тактичних ядерних сил. 26 січня законопроект було одноголосно прийнято у Раді Федерації (137 голосів «за»). Росія залишила за собою право вийти з Договору, якщо ПРО США досягне тієї стадії розвитку, коли загрожуватиме Росії. Окремо було зазначено, що положення преамбули, де прописано взаємозв'язок СНО та ПРО, мають юридичну силу та мають у повному обсязі враховуватися сторонами.
28 січня законопроект підписав президент Дмитро Медведєв.

### Вступ в силу
5 лютого 2011 року міністр закордонних справ Росії Сергій Лавров та державний секретар США Хілларі Клінтон у ході 47-ї Мюнхенської конференції з безпеки обмінялися ратифікаційними грамотами, після чого Договір формально набув чинності.

## Структура
- Договір між Російською Федерацією та Сполученими Штатами Америки про заходи щодо подальшого скорочення та обмеження стратегічних наступальних озброєнь
  - Преамбула
  - Стаття I — зобов'язання за Договором.
  - Стаття II — сумарні граничні рівні стратегічних наступальних озброєнь.
  - Стаття III — порядок заліку стратегічних наступальних озброєнь та їх повний перелік.
  - Стаття IV — базування стратегічних наступальних озброєнь.
  - Стаття V — модернізація стратегічних наступальних озброєнь.
  - Стаття VI — переобладнання та ліквідація стратегічних наступальних озброєнь.
  - Стаття VII — публікація відомостей щодо стратегічних наступальних озброєнь.
  - Стаття VIII — неясні ситуації.
  - Стаття IX — обмін телеметричною інформацією.
  - Стаття X — контроль за виконанням із космосу.
  - Стаття XI — інспекційний контроль.
  - Стаття XII — Двостороння консультативна комісія.
  - Стаття XIII — інші міжнародні зобов'язання сторін.
  - Стаття XIV — термін дії та порядок виходу з Договору.
  - Стаття XV — поправки до Договору.
  - Стаття XVI — реєстрація Договору.
- Протокол до Договору між Російською Федерацією та Сполученими Штатами Америки про заходи щодо подальшого скорочення та обмеження стратегічних наступальних озброєнь
  - Глава перша — Терміни та їх визначення (с. 2-14). Надається визначення 90 послідовно пронумерованим термінам в алфавітному порядку, які використовуються в текстах Договору та протоколу.
  - Розділ другий — Категорії даних щодо стратегічних наступальних озброєнь (с. 15-71). Визначається порядок оформлення даних та їхнього обміну.
  - Глава третя — Процедури переобладнання або ліквідації стратегічних наступальних озброєнь (с. 72-79). Визначається порядок утилізації чи переобладнання ракет, пускових установок, важких бомбардувальників та підводних човнів.
  - Глава четверта — Повідомлення (с. 80-86). Наводиться повний список повідомлень щодо даних, що стосуються стратегічних наступальних озброєнь, щодо пересування стратегічних наступальних озброєнь, щодо пусків МБР чи БРПЧ та обміну телеметричною інформацією, щодо переобладнання чи ліквідації, щодо інспекційної діяльності та щодо діяльності ДКК.
  - Розділ п'ятий — Інспекційна діяльність (с. 87-115). Визначаються квоти на різні типи інспекційних поїздок та порядок їх здійснення.
  - Глава шоста — Двостороння консультативна комісія (с. 116—118). Визначається принцип роботи ДКК.
  - Глава сьома — Телеметрична інформація (с. 119). Визначається порядок обміну телеметричною інформацією щодо пусків.
  - Глава восьма — Тимчасове застосування (с. 120—121). Наводиться список положень Договору, що набрали чинності до його ратифікації.
  - Глава дев'ята — Узгоджені заяви (с. 122—137). Наведено десять узгоджених заяв сторін щодо низки особливих питань.
  - Розділ десятий — Заключні положення (с. 138).
- Заява Російської Федерації щодо протиракетної оборони

## Основні положення
Вперше Договір було опубліковано 26 березня 2010 року.
Ряд положень Договору, перелічених у розділі VIII Протоколу, набрав чинності на момент підписання, тобто до ратифікації. Серед них, зокрема, п. 2 ст. V про можливість обговорення у Двосторонній контрольній комісії (ДКК) появи нових типів стратегічних носіїв, стаття VIII про попередження протилежної сторони про підвищення рівня боєздатності СЯС та деякі інші.

### Обмеження чисельності СНО
Договором передбачалося, що кожна зі сторін скорочує та обмежує свої СНО таким чином, щоб через сім років після його набуття чинності (і надалі) їх сумарні кількості не перевищували: 700 одиниць для розгорнутих міжконтинентальних балістичних ракет (МБР), балістичних ракет підводних човнів (БРПЧ) та важких бомбардувальників (ТБ) ; 1550 одиниць для ядерних боєзарядів на них; 800 одиниць для розгорнутих та нерозгорнутих пускових установок (ПУ) МБР та БРПЧ, а також ТБ. Таким чином, кожна зі сторін має можливість зберігати в нерозгорнутому стані ще 100 носіїв. Під «нерозгорнутими» маються на увазі носії та ПУ, що не перебувають у бойовій готовності, а використовуються для навчання або випробування і не мають боєголовок.
Для розрахунку в сумарну граничну кількість боєзарядів кожен розгорнутий і нерозгорнутий важкий бомбардувальник правилами обліку зараховується як одна одиниця, тоді як, наприклад, літак Ту-160 здатний нести на борту до 12 ядерних крилатих ракет Х-55 дальністю 2500 км.
Кожна із сторін має право самостійно визначати склад та структуру своїх стратегічних наступальних озброєнь у сумарних межах, встановлених Договором. Заборонено розгортання стратегічних наступальних озброєнь за межами національної території кожної із сторін.

### Озброєння, що підпадають під дію Договору
Договір поширюється на такі типи стратегічних озброєнь :
| Росія - МБР: РС-12М («Тополя») РС-12М2 («Тополя-М») РС-18 (УР-100Н) РС-20 (Р-36М УТТХ, Р-36М2 «Воєвода») РС-24 («Ярс») - БРПЧ: РСМ-50 (Р-29Р) РСМ-52 (Р-39): РСМ-54 (Р-29РМ/РМУ2 «Синева») РСМ-56 (Р-30 «Булава») - Важкі бомбардувальники: Ту-95МС Ту-160 | США - МБР: Мінітмен-II Мінітмен-III: Піскіпер - БРПЧ: Трайдент ІІ - Важкі бомбардувальники: B-52G В-52Н В-1В В-2A |

Договір також поширюється на всі транспортно-пускові контейнери (ТПК) та пускові установки зазначених типів МБР та БРПЧ. Договір не поширюється на МБР і БРПЧ, на їх ТПК та пускові установки, а також на важкі бомбардувальники у випадках, якщо озброєння включено до стаціонарної експозиції, використовується для навчання особового складу або запуску космічних об'єктів.
Договір не поширюється на боєзаряди, що перебувають у довгостроковому зберіганні.
25 грудня 2020 року директор департаменту з питань нерозповсюдження та контролю над озброєннями МЗС РФ Володимир Єрмаков заявив про добровільне включення російської гіперзвукової системи «Авангард» до озброєнь, що враховуються в рамках ДСНО.

#### Бомбардувальники B-1B

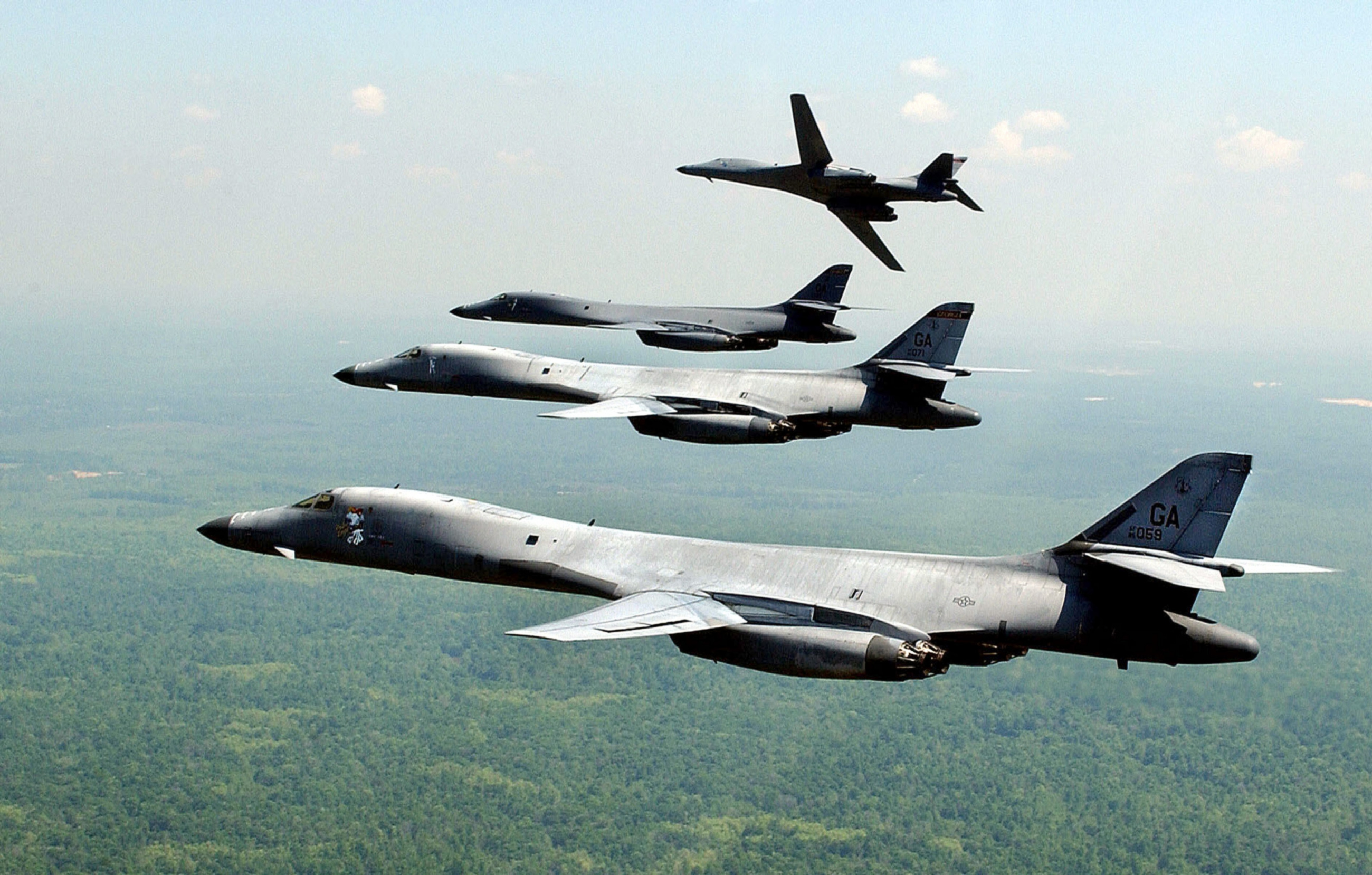
B-1B, в 1996 переведені з розформованого в 1992 Стратегічного командування в Національну гвардію ВПС штату Джорджія (116th Air Control Wing).

Дія Договору в частині авіаційної складової СЯС США поширюється крім B-2 та B-52 на літаки B-1B. Ці бомбардувальники, розроблені в 1970-х роках і призначені для завдання ракетних ударів по СРСР, з 1990-х років проходять поступове переобладнання під неядерні озброєння, і до моменту закінчення терміну дії СНО-ІІІ США не планували використовувати їх як носії ядерної зброї. У зв'язку з цим Договором передбачено виключення B-1B з розрахунку та припинення дії Договору щодо цих літаків, як тільки останній з них буде переобладнаний.

### Двостороння консультативна комісія
Двостороння консультативна комісія (ДКК) — непостійний міждержавний робочий орган, покликаний сприяти здійсненню цілей та положень Договору. Її засідання скликаються на нерегулярній основі на запит будь-якої зі сторін. У складі ДКК можуть утворюватись робочі групи для обговорення різних проблем. Порядок денний засідань комісії та її робота, як правило, не розголошується. ДКК складається з представників, заступників представників, членів, радників та експертів.

### Обмін телеметричними даними
Необоротність та транспарентність процесу скорочень СНО забезпечує верифікаційний механізм. Обмін телеметричною інформацією про пуски ракет здійснюється за взаємним погодженням та на паритетній основі не більше ніж по п'яти пусках на рік. Проводити обмін інформацією про кількість боєголовок та носіїв сторони повинні двічі на рік (у березні та вересні).

### Інспекції
Інспекційна діяльність є головним інструментом взаємного контролю над виконанням Договору. Інспекційна діяльність починається після закінчення двох місяців після набрання чинності Договором. В інспекції можуть брати участь не більше ніж 300 осіб. Списки інспекторів узгоджуються протягом одного місяця, після цього інспекторам видаються дворічні візи, і сторона, що інспектується, вже не може відвести того чи іншого інспектора. Для кожної сторони встановлюються два пункти в'їзду інспекційних груп. Інспектори, члени інспекційних делегацій та льотних екіпажів, а також їх літаки користуються на території сторони, що інспектується, повною недоторканністю.
Передбачаються два типи інспекцій. Інспекції першого типу мають на меті підтвердити достовірність заявлених кількостей розгорнутих стратегічних наступальних озброєнь. Інспекції другого типу дозволяють підтвердити достовірність даних про нерозгорнуті, переобладнані або ліквідовані озброєння. Такі інспекції проводяться у місцях завантаження МБР, місцях завантаження БРПЧ, місцях складського зберігання МБР, БРПЧ та мобільних пускових установок МБР, місцях ремонту МБР, БРПЧ та мобільних пускових установок МБР, на випробувальних полігонах та у місцях навчання. Протягом року дозволяється проводити не більше 10 інспекцій першого типу та не більше 8 інспекцій другого типу. Кожна зі сторін має право проводити в будь-який момент часу не більше однієї інспекції на чужій території.
За час дії Договору сторони провели 328 інспекцій та обмінялися 21 403 повідомленнями (дані на січень 2021 року).
9 серпня 2022 року ЗМІ повідомили, що Росія призупинила дію угоди, яка дозволяла американським та російським інспекторам відвідувати ядерні об'єкти. Згідно з заявою МЗС Росії, санкції США, введені через вторгнення в Україну, унеможливили поїздки російських інспекторів до США.

### Протиракетна оборона
Договір прямо не накладає чітких обмежень на розвиток систем ПРО в Європі, проте зі статті XIV Договору та заяви президента Росії, що є невід'ємною частиною Договору, випливає, що «якісне та кількісне нарощування можливостей систем ПРО США» потрапляє в категорію «виключних обставин, що ставлять під загрозу вищі інтереси Російської Федерації», і є основою виходу Росії з Договору.

## Оцінки

### В Росії
Рядом експертів неодноразово зазначалося, що для Росії на відміну від США ДСНО був скоріше договором про нарощування СНО, а не про їхнє скорочення. Так, на момент набрання чинності Договором Росія вже не порушувала порога по носіях, встановленого ним (611 одиниць проти граничних 700) і перевищувала лише по боєзарядах.
Заступник начальника Головного оперативного управління Генштабу Збройних Сил Російської Федерації генерал-майор Сергій Орлов заявив у ході парламентських слухань щодо СНО, що «кількісні параметри, зафіксовані в цьому Договорі, за нашими розрахунками, дозволяють Збройним силам Росії забезпечити у повному обсязі стратегічне стримування у мирний час і ураження ядерних об'єктів противника з гарантованою ймовірністю — у військовий».
Глава комітету СФ з міжнародних справ Михайло Маргелов зазначав, що СНО-ІІІ повинен дозволити Росії заощадити «мільярди доларів на переоснащенні існуючих засобів доставки, не гальмуючи при цьому модернізацію озброєнь».
На думку лідера КПРФ Геннадія Зюганова, ядерна зброя — «це останній аргумент, який має Росія, і будь-яке скорочення потенціалу б'є насамперед з нашої безпеки».
На думку лідера ЛДПР Володимира Жириновського, Договір суттєво послаблює військову міць Росії.
Президент Академії геополітичних проблем генерал-полковник у відставці Леонід Івашов позитивно оцінив підписану угоду: «Росія не піддалася тиску американців і уклала вигідний для себе договір. По-перше, нам вдалося скинути з себе „контролюючі пута“, коли американці пильно стежили не тільки за виробництвом наших балістичних ракет, наприклад, на тому ж Воткінському заводі, але і навіть відстежували маршрути пересування мобільних ракетних комплексів. Тепер, за умовами договору, цього не буде» (відповідно до Договору СНО-І сторони мали право відслідковувати випуск нових МБР один одного, на Воткінському заводі до 2009 року працювала місія американських спостерігачів (Votkinsk Portal Monitoring Facility)). Росії у США припинила роботу в США у 2001 році, у зв'язку із припиненням виробництва нових ракет).

### В США
Американська громадська думка виступила на підтримку договору. За даними CNN, за ратифікацію СНО-ІІІ висловилися 73 % американців, 24 % — проти.
У США конгресмени від Республіканської партії виступали проти підписання Договору, який просувала адміністрація президента-демократа Барака Обами. Так, на думку одного з кандидатів-республіканців на президентських виборах 2008 року та колишнього губернатора Массачусетса Мітта Ромні, підписання СНО-III є «найбільшою помилкою Обами», оскільки "Договір не поширюється на російські мобільні МБР та пускові установки, що переміщуються залізницею. ", що, втім, відповідає дійсності, оскільки всі ПГРК на озброєнні РВСН (РТ-2ПМ і РТ-2ПМ2) підпадають під дію Договору (Ст. III, п. 8, підп. a-ii), а всі БЖРК були утилізовані у 2003—2007 роках.

## Російські експерти про проблеми, пов'язані з ДСНО

### Неврахування потенціалу високоточної зброї США
На думку деяких коментаторів, зокрема, президента «Академії геополітичних проблем» генерал-полковника Івашова, Договір СНО-III «згубний для Росії», оскільки він ігнорує перевагу США у звичайному, зокрема високоточному озброєнні, яким можна було б нейтралізувати стратегічні сили Росії (ця думка була висловлена ще до підписання та публікації тексту договору). Критики цієї позиції вказують на нову військову доктрину Росії, яка в цьому випадку передбачає завдання удару у відповідь ядерними засобами.

### Участь третіх ядерних держав
Договір зазнав критики через свій двосторонній характер, який не дозволяє контролювати арсенали третіх країн (крім Росії та США ядерну зброю мають ще 7 держав, у тому числі дві країни НАТО).
Особливу небезпеку становить проблема британського ядерного арсеналу, який з 1962 року включений до американської системи ядерного планування. На озброєнні Великобританії стоять чотири атомні підводні човни типу "Вангард", озброєні ракетами "Трайдент-2" американського виробництва. Кожен британський підводний човен може нести по 16 ракет. Їхній підлітний час до життєво важливих об'єктів на території РФ значно менший, ніж американських.

## Виконання
За даними Держдепартаменту, США на момент набуття чинності Договору в 2011 році було 882 розгорнутих носія ядерних боєзарядів, включаючи МБР, БРПЧ і ТБ, 1 800 боєзарядів і 1 124 розгорнутих і нерозгорнутих пускових установок. Контрольних показників угоди США досягли у вересні 2017 року, коли в них залишилося 660 носіїв, 1393 боєзаряди, 800 ПУ.
На озброєнні Росії у 2011 році був 521 розгорнутий носій, 1537 боєголовок та 865 ПУ. Російська Федерація повністю виконала свої зобов'язання щодо скорочення СНО до 5 лютого 2018 року, коли її сумарний потенціал становив 527 одиниць розгорнутих носіїв, 1444 боєзарядів, 779 ПУ.
За даними на 1 вересня 2020 року, Росія мала 510 розгорнутих носіїв ядерних озброєнь, 1447 ядерних боєзарядів і 764 розгорнутих і нерозгорнутих пускових установок. США мали 675 носіїв, 1 457 боєголовок і 800 розгорнутих і нерозгорнутих ПУ.
На думку експертів, зразковий паритет між стратегічними ядерними силами Росії та США зберігається.

## Дискусія про продовження ДСНО
Республіканець Дональд Трамп, який прийшов до влади в США в 2017 році, заявив, що СНО-ІІІ вигідніший Росії, ніж США, і назвав його «односторонньою угодою». Адміністрація США наполягала на виробленні нового договору із залученням Китаю чи продовження угоди, але з додатковими умовами (включення до нього нових видів стратегічних озброєнь та тактичної ядерної зброї, запровадження додаткових механізмів верифікації). Росія пропонувала пролонгувати Договір без будь-яких умов. Переговори затяглися, до відходу Дональда Трампа рішення про продовження документа так і не було ухвалено.
Під час першого раунду віденських переговорів щодо стратегічної стабільності між США та Росією (2020 рік) американська сторона направила запрошення Китаю взяти участь у переговорах як третя сторона. У свою чергу директор департаменту з контролю над озброєннями МЗС КНР Фу Цун заявив, що Китай готовий приєднатися до тристоронніх переговорів щодо роззброєння, але тільки якщо США погодяться скоротити свій ядерний арсенал до рівня Китаю.
Надалі спецпредставник президента США з контролю над озброєннями Маршалл Біллінгслі повідомив, що США відмовилися від своєї вимоги про обов'язкове включення китайської сторони до переговорів.
Дія Договору закінчувалася 4 лютого 2021. 26 січня відбулася телефонна розмова президента Росії Володимира Путіна з обраним президентом США Джозефом Байденом, під час якого Росія та США домовилися продовжити Договір без додаткових умов ще на п'ять років, до 5 лютого 2026. Того ж дня Росія та США обмінялися нотами про досягнення домовленості щодо продовження Договору. 27 січня Держдума та Радфед ратифікували угоду про продовження ДСНО до 5 лютого 2026 року, 29 січня президент Путін підписав закон про продовження ДСНО, 3 лютого угода між Росією та США про продовження ДСНО набула чинності.
У МЗС РФ наголосили, що продовження ДСНО забезпечило збереження та подальше функціонування стрижневого механізму підтримки стратегічної стабільності, що на суворо паритетній основі обмежує ракетно-ядерні арсенали сторін: «З урахуванням особливої відповідальності Росії та США як найбільших ядерних держав прийнято важливе рішення, яке гарантує необхідний рівень передбачуваності та транспарентності у цій сфері за суворого дотримання балансу інтересів».
29 листопада 2022 року прес-секретар МЗС Росії Марія Захарова заявила, що Росія відкладає зустріч із США з приводу договору та ув'язала рішення з постачанням зброї Україні. Було наголошено, що регулярні інспекції, передбачені договором, не проводилися майже три роки, спочатку через пандемію коронавірусу, а потім через конфлікт в Україні.
30 січня 2023 заступник міністра закордонних справ Росії Сергій Рябков заявив, що непродовження ДСНО після лютого 2026 є цілком можливим сценарієм.

## Призупинення участі Росії у договорі
21 лютого 2023 року президент Росії Володимир Путін у Посланні Федеральним Зборам заявив про призупинення участі РФ у договорі СНО-3. За зробленою заявою, Росія не допустить інспекцію свого ядерного арсеналу представниками країн НАТО. Путін назвав однією з причин цього рішення участь країн Заходу у плануванні Україною ударів по базах стратегічної авіації Росії: «Нам відомо, що Захід прямо причетний до спроб київського режиму завдати ударів по базах нашої стратегічної авіації». Інша причина, за словами Путіна, — це запит НАТО продовжити ДСНО і дозволити НАТО інспектувати ядерні об'єкти в Росії, але оскільки НАТО не входить до договору, то передусім альянс має приєднатися до договору, оскільки Франція та Великобританія також є ядерними державами: «Перш ніж повернутися до обговорення, ми маємо для себе зрозуміти, на що все-таки претендують такі країни, як Франція та Великобританія». Путін сказав, що Росія готова розглядати приєднання НАТО до договору СНО-3: «Ми з цим погоджуємося, будь ласка. <…> Адже в НАТО не одна ядерна держава, США, ядерні арсенали також є і у Великобританії, і у Франції». В той же день вніс у Державну Думу відповідний проект федерального закону.
Після рішення про призупинення членства в ДСНО 21 лютого 2023 року, МЗС РФ заявило про те, що Росія на час його дії продовжить дотримуватися кількісних обмежень озброєнь передбачених договором. Москва, за повідомленням відомства, не зробить жодних кроків назустріч США доти, доки Сполучені Штати не зроблять зусиль «цілей спільної деескалації та створення умов для відновлення повноформатного функціонування» угоди.
22 лютого 2023 року перший заступник начальника Головного управління міжнародного військового співробітництва Міноборони РФ Євген Ільїн повідомив, що на період паузи, взятої Росією у виконанні угоди, вона дотримуватиметься обмежень ДСНО за кількістю носіїв ядерних зарядів, а діючий процес повідомлень у рамках укладених угод між США та СРСР має реалізуватися у повному обсязі. Ільїн підкреслив, що оборонне відомство активно стежить за виконаннями та порушеннями США взятих на себе зобов'язань.